# 権野元
権野 元（ごんの はじめ、1972年12月27日 - ）は日本の映画監督。身長195cm。血液型はA型。

## 経歴・人物
1991年桃山学院高等学校卒業。1996年日本映画学校（現・日本映画大学）映画演出コース卒業。195cmときわめて長身で、中学時代はバレーボール、高校時代はアメリカンフットボールの選手だった。「この体格でスポーツ選手だと分かりやすすぎる、スポーツ以外で飯を食いたい」という理由から映画界に入る。

## 主な作品

### テレビ
- 早乙女千春の添乗報告書13 神戸・淡路湯けむりツアー殺人事件（助監督・2003年、TBS）
- 天切り松 闇がたり（助監督・2004年、KTV）
- 明智小五郎VS金田一耕助（助監督・2005年、EX）
- もういちど地下鉄に乗って（助監督・2006年、EX）
- 復讐するは我にあり（助監督・2007年、TX）
- 蒼い瞳とニュアージュ（助監督・2007年、WOWOW）
- 震える牛（3話監督、1・2・4・5話助監督・2013年、WOWOW）
- 地の塩（共同監督、2014年、WOWOW）
- 悪貨（監督、2014年、WOWOW）
- テミスの求刑（監督、2015年、WOWOW）
- 5人のジュンコ（監督、2015年、WOWOW）
- ナイトヒーロー NAOTO（監督、2016年、TX）
- 相棒 season15 第7話「フェイク」、第8話「100％の女」（監督、2016年、EX）
- 楽園（監督、2017年、WOWOW）
- デッドストック〜未知への挑戦〜（監督、2017年、TX）
- 相棒 season16 第15話「事故物件」、第17話「騙し討ち」、最終回「容疑者六人～アンユージュアル・サスペクツ」（監督、2018年、EX）
- スモーキング（監督、2018年、TX）
- 監査役 野崎修平（監督、2018年、WOWOW）
- 相棒 season17（監督、2018年、EX）
- 相棒 season18（監督、2019年 - 2020年、EX）
- 相棒 season19（監督、2020年 - 2021年、EX）
- ソロモンの偽証（監督、2021年、WOWOW）
- 相棒 season20（監督、2022年、EX）
- だから殺せなかった（監督、2022年、WOWOW）
- 相棒 season21（監督、2022年 - 2023年、EX）
- 明日、私は誰かのカノジョ シーズン2（監督、2023年、MBS・TBS）
- TOKAGE 警視庁特殊犯捜査係（監督、2025年6月30日、テレビ東京）[2]

### OV
- 疼く喉（1999年）
- 新任女教師 背徳の旋律（1999年）
- 監禁銀行 地獄の狂宴（1999年）
- 新任女教師 放課後の求愛授業（2000年）
- 新任女教師 保健室のぬくもり（2000年）
- 肉体訪問販売 ノルマの代償（2000年）
- 屍霊 THE SPIRIT OF DEAD（2000年）
- 肉体おとり調査　裏風俗VS闇金融（2003年）
- 無認可保育園 歌舞伎町 続・ひよこ組!（2007年）

### 映画
- TAKI183（監督補・2005年）
- 釣りバカ日誌16 浜崎は今日もダメだった♪♪（助監督・2005年）
- アジアンタムブルー（助監督・2006年）
- シュガー&スパイス 風味絶佳（助監督・2006年）
- 無認可保育園 歌舞伎町 ひよこ組！（監督・2007年）
- イキガミ（助監督・2008年）
- ノーボーイズ,ノークライ（助監督・2009年）
- ソラニン（助監督・2010年）
- プリンセストヨトミ（監督助手・2011年）
- はやぶさ 遥かなる帰還（助監督・2012年）
- ガチバン SUPERMAX（監督・2012年）
- アラグレ（監督・2013年）
- 脳男（助監督・2013年）
- アラグレII　ROPPONNGI VS SHIBUYA（監督・2014年）
- TRASH（監督・2015年）
- 東映 presents HKT48×48人の映画監督たち「どんうー」（監督・2017年）[3]
- 太陽の家(監督･2020年)

## エピソード
- 映画『はやぶさ 遥かなる帰還』では、予告編制作は専門の会社などに任せるのが通例だったところ、瀧本智行監督が「映画に参加し始めたころ、助監督が予告編を作っていた」ということで、助監督の権野にその制作が任せられた[4]。